# Khẩu Hồ

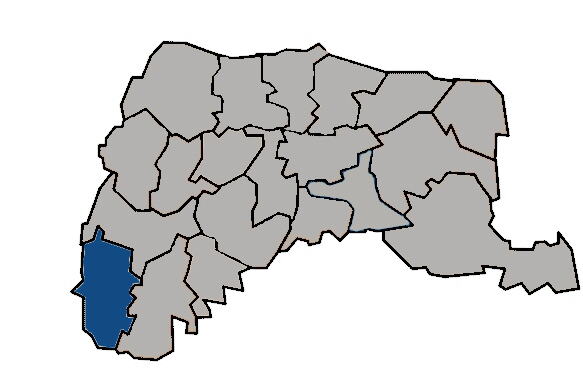
Vị trí tại Vân Lâm

Khẩu Hồ (tiếng Trung: 口湖鄉; bính âm: Kǒuhú Xiāng) là một hương (xã) của huyện Vân Lâm, tỉnh Đài Loan, Trung Hoa Dân Quốc (Đài Loan). Hương nằm ở vùng ven biển và có trạm phát sóng ngắn hướng sang Trung Hoa lục địa của Đài phát thanh Quốc tế Đài Loan, ngoài phát các chương trình của đài này, trạm còn phát các chương trình tiếng Quan thoại và tiếng Anh của Đài Á Châu Tự do và Family Radio, một đài phát thanh Tin Lành có trụ sở tại Hoa Kỳ. Tổng diện tích của hương là 80,4612 km², dân số vào tháng 8 năm 2011 là 29.986 người thuộc 9.604 hộ gia đình, mật độ cư trú đạt 372,7 người/km².